# Haupttext
Haupttext bezeichnet als Begriff der Dramenanalyse den für die dargestellten Personen gegebenen Sprechtext. Im Gegensatz hierzu versteht man unter Nebentext alle weiteren in einem Dramentext gegebenen Hinweise.

## Beschreibung
Weil er sonst nicht verständlich wäre, ist für jeden dramatischen Haupttext eine Reihe von Nebentexten erforderlich. Solche Nebentexte sind vor allem: Bezeichnungen der Dramatis personae, Akt- und Szenen-Markierungen, Regieanweisungen (auch „Didaskalien“ genannt), Angaben zu Schauplatz, Kulisse und Bühnenbild, zu Kostümen, Masken, zur Gestik und Mimik der Schauspieler, zu ihrem Auftritt und Abgang usf. Aber auch der Titel des Stücks, Prologe und Epiloge sind als Nebentexte von Bedeutung. Sie orientieren einerseits die Aufführung eines Stücks, andererseits – besonders im Fall des Lesedramas – seine Lektüre.
In der neueren literaturtheoretischen Terminologie von Gérard Genette lässt sich das Verhältnis von Haupt- und Nebentext auch als Verhältnis von Text und Paratext (bzw. in der deutschen Übersetzung: von Werk und „Beiwerk“) verstehen. Dabei ist die Gestaltung der Nebentextpartikel durch eine Vielzahl ausgetüftelter typografischer Konventionen geregelt. So werden „Figurennamen durch Kapitälchen angezeigt, Akt- und Szenenzählungen durch Versalien eines größeren Schriftgrades abgesetzt und Szenen- und Handlungsanweisungen praktisch durchweg durch Kursivierung unterschieden.“
Haupt- und Nebentext sollten in ihrem Verhältnis zueinander beschrieben werden, wobei ihre quantitativen und qualitativen Relationen historisch und typologisch variabel sind: Während etwa Shakespeare-Texte keinerlei Nebentext mit Ausnahme der Sprechernamen aufwiesen (Akt- und Szenenangaben wurden erst später hinzugefügt), zeichnen sich romantische Dramen wie Ludwig Tiecks Der gestiefelte Kater (1797) oder Clemens Brentanos Ponce de Leon (1803) durch eine ebenso komplexe wie verspielte Nebentextarchitektur aus und enthält in Samuel Becketts Akt ohne Worte I (1957) der Nebentext die gesamte Handlung.